# Macugonalia parapicta
Macugonalia parapicta är en insektsart som beskrevs av Young 1977. Macugonalia parapicta ingår i släktet Macugonalia och familjen dvärgstritar. Inga underarter finns listade i Catalogue of Life.